# 伊良子道牛
伊良子 道牛（いらこ どうぎゅう、寛文11年12月30日（1672年1月29日） - 享保19年1月12日（1734年2月15日））は、江戸時代の外科医。諱は好在、字は道牛、号は無逸または見道斎。オランダ流の医学を学び、東洋医学と融合させた独自の医術を開発した。

## 生涯

### 生い立ち
伊良子家は甲斐源氏の支流といわれ、室町時代までは秋山姓を名乗る。戦国時代の末に三河国渥美郡伊良子村（現在の愛知県田原市）に住んでいたため、伊良子姓に変更する。その後、伊良子一族は出羽国に移住して最上氏の家臣となり、伊良子宗牛・伊良子弾正ら、最上家の重臣を輩出した。道牛の父・貞之助も最上義光の六男・大山光隆の家臣となるが、後に最上家の改易に遭遇し、主君の光隆も酒井忠世の預かりとなってしまう。浪人となった貞之助は、同じく熊本藩預かりとなった義光の弟・楯岡光直を頼って熊本に向かい、細川家に仕官した。

### 西洋医学との出会い
父に従って九州に移り住んだ道牛は、当時唯一の西洋文明との接点であった長崎に近づいたこともあり、蘭学への憧憬に駆られる。貞享3年（1686年）、念願かなった道牛は長崎に赴き、慶安2年（1649年）に来日したオランダ商館医・カスパル・シャムベルゲルが広めた、「紅毛流外科」を学ぶ機会を得る。このとき、道牛は16歳（数え）であった。

### 東洋医学との融合-伊良子流外科の確立
その後、道牛は長崎で学んだ西洋医学と、日本に古来より伝わる東洋医学の長所を巧く融合させ、和洋折衷の独自の外科学を確立させる。
元禄14年（1701年）、山城国紀伊郡伏見（現在の京都市伏見区）に移住した道牛はこの地で開業したが、漢方・蘭方ともに適切な処方をしたその治療に名声が集まり、洛中洛外を始め近隣の諸国からも患者が集まったといわれている。
享保19年（1734年）1月12日（旧暦）、病を得ていた道牛は64歳でこの世を去る。墓は伏見桃山仙石谷の竜泉寺に建てられ、生前交友のあった伊藤東涯の撰文による墓碑銘が彫られていたが、明治時代に奈良鉄道敷設に伴って廃却され、現存しない。
昭和3年（1928年）、正五位を追贈された。

## 後継者・門人
道牛は、最初の妻の森村某との間に二男一女をもうけたがみな早世し、後添いとなった山川キヨとの間に生まれた好門がその後を継いだ。好門の子・光顕は滝口武者に列し、正六位下長門守の官位を与えられた。さらに光顕の養子・光通は典薬寮に採用され、仁孝天皇の拝診を許された。光顕以後、伊良子家は二家（見道斎・千之堂）に系統が分かれるが、両家とも伊良子流外科を継承し、それぞれ光順・光信の時代に明治維新を迎えるまで、御典医として朝廷に仕えた。
また、道牛の下には患者だけでなく門人も多く集い、そのうちの一人・大和見水は、後に華岡青洲の師となる。つまり、青洲は道牛の孫弟子に相当する。